# Carcedo de Bureba
Carcedo de Bureba ist ein nordspanischer Ort mit etwa 10 und Hauptort einer Landgemeinde (municipio) mit nur noch 37 Einwohnern (Stand: 2024) in der Provinz Burgos in der Autonomen Gemeinschaft Kastilien-León. Zur Gemeinde gehören auch die beiden Weiler (pedanías) Arconada und Quintana-Urria.

## Lage und Klima
Der Ort Carcedo de Bureba liegt im Norden der Region La Bureba in etwa 770 m Höhe. Die Provinzhauptstadt Burgos befindet sich gut 35 km (Fahrtstrecke) südwestlich; Briviesca, der Hauptort der Region, befindet sich ca. 22 km östlich. Das Klima im Winter ist rau, im Sommer dagegen gemäßigt und warm; der für spanische Verhältnisse reichliche Regen (ca. 740 mm/Jahr) fällt überwiegend im Winterhalbjahr.

## Bevölkerungsentwicklung
| Jahr      | 1857 | 1900 | 1950 | 2000 | 2017 |
| Einwohner | 434  | 382  | 359  | 49   | 41   |

Die Mechanisierung der Landwirtschaft und die Stilllegung kleinerer Bauernhöfe haben seit der Mitte des 20. Jahrhunderts zu einem Verlust von Arbeitsplätzen und somit zu einer Abwanderung von Menschen in die größeren Städte geführt (Landflucht).

## Wirtschaft
Die Einwohner der Gemeinde lebten jahrhundertelang im Wesentlichen als Selbstversorger von der Landwirtschaft (Ackerbau, Weinbau und Kleinviehhaltung); erst seit der Mitte des 20. Jahrhunderts wird auch für den überregionalen Markt produziert. Der Tourismus in Form der Vermietung von Ferienwohnungen (casas rurales) spielt seit den 1960er Jahren ebenfalls eine gewisse Rolle für die Einnahmen der Gemeinde.

## Geschichte
Die Landschaft der Bureba war schon den Menschen der Steinzeit und der Antike als viel genutzter Verbindungsweg bekannt; Kelten vom Stamm der Autrigonen siedelten hier und die Römer nannten ihre spätere Ansiedlung beim heutigen Ort Monasterio de Rodilla Tritium Autrigonum. Im 8. und frühen 9. Jahrhundert befand sich die Gegend unter islamischem Einfluss, doch wurde das Gebiet wegen des ungewohnt rauen und regnerischen Klimas von den Berbern weder dauerhaft besiedelt noch verteidigt. Ende des 9. Jahrhunderts erhielt der kastilische Graf Diego Rodríguez Porcelos von König Alfons III. von Asturien den Auftrag zur Wiederbesiedlung (repoblación) des entvölkerten Gebietes.

## Sehenswürdigkeiten
Carcedo de Bureba

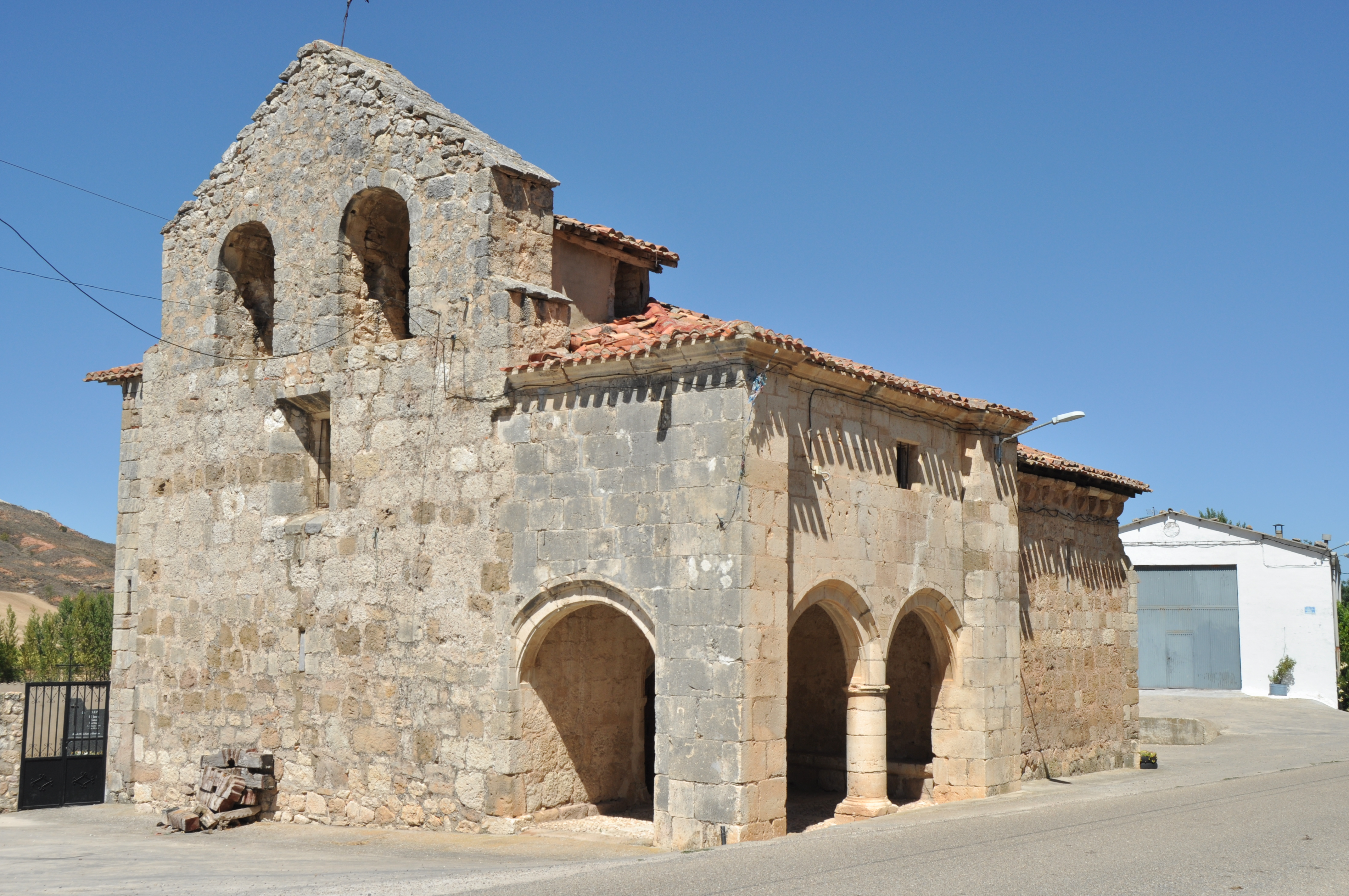
Kirche des Weilers Quintana-Urria

- Die etwas außerhalb des Ortes stehende einschiffige romanische Kirche ist der hl. Eulalia von Mérida geweiht; sie steht inmitten des Friedhofs und ist aus exakt behauenen Steinen errichtet. Imposant ist der massiv wirkende Glockengiebel (espadaña) mit einer dahinterliegenden Glockenstube.[4]

Arconada
- Die auf einer Anhöhe oberhalb des ca. 5 km nordwestlich von Carcedo gelegenen Ortes stehende einschiffige Kirche ist ebenfalls der hl. Eulalia von Mérida geweiht; sie ist in Teilen romanisch (Glockenturm) und in Teilen gotisch (Kirchenschiff und Apsis). Das ehemals in der Kirche befindliche Altarretabel befindet sich heute im Museo del Retablo in Burgos.

Quintana-Urria
- Die Kirche des ca. 7 km südöstlich gelegenen Weilers Quintana-Urria ist die vielleicht schönste der Gemeinde. Eine später hinzugefügte Südvorhalle mit Sitzbänken schützt das ehemals farbig gefasste Portal.